# Selección de balonmano de Alemania Democrática
La selección de balonmano de Alemania Democrática representó al antiguo país de Alemania Oriental en competiciones internacionales de balonmano por equipos. Tuvieron ocho apariciones en el Campeonato Mundial de Balonmano Masculino, donde ganaron medallas de plata en 1970 y 1974, y medallas de bronce en 1978 y 1986. Alemania Oriental ganó el oro olímpico en 1980 después de una emocionante final contra la URSS.

## Participaciones

### Juegos Olímpicos
- 1972: 4°[1]
- 1980: [2]
- 1988: 7°[3]

### Campeonato Mundial
- 1964: 10°[4]
- 1967: 9°[5]
- 1970: [6]
- 1974: [7]
- 1978: [8]
- 1982: 6°[9]
- 1986: [10]
- 1990: 8°[11]